# 漁府輝羽
漁府 輝羽（ぎょふ こうは、2002年7月16日 - ）は、岡山県倉敷市出身のプロ野球選手（外野手・育成選手）。右投右打。福岡ソフトバンクホークス所属。

## 経歴

### プロ入り前
小学校時代にソフトボールを始め、倉敷市立福田南中学校軟式野球部に所属した。
おかやま山陽高等学校進学後は堤尚彦監督の指導を受け、野手として高校通算24本塁打を記録。3年次には新型コロナウイルス感染症流行により公式戦は中止となったが、プロ志望届を提出しプロ志望高校生合同練習会に参加。甲子園球場で本塁打を放つもドラフト会議では指名漏れした。中国大会1回戦出場が最高戦績。
高校卒業後は東北福祉大学に進学。4年間で公式戦通算4打席と出場機会は少なかったが、東北地区社会人・大学野球対抗戦の日本製紙石巻硬式野球部戦で本塁打を放つなど長打力が評価され、2024年度新人選手選択会議において福岡ソフトバンクホークスから育成ドラフト10巡目指名され入団した。支度金は推定300万円、推定年俸400万円。背番号は143。

## 選手としての特徴
同年代の大学生ではトップクラスと言われるスイングスピードが魅力。高校野球部監督の堤の指示のもと片道1時間40分の自転車通学によって下半身を強化し、長打力を向上させた。

## 詳細情報

### 背番号
- 143（2025年[5] - ）